# Edward Hagedorn
Edward Solon Hagedorn (Parañaque, 12 oktober 1946 – Puerto Princesa, 3 oktober 2023) was een Filipijns politicus.

## Biografie
Edward Hagedorn werd geboren op 12 oktober 1946 in Parañaque, toen nog in de provincie Rizal. Zijn ouders waren Alexander Hagedorn en Gliceria Solon. Hij studeerde aan de University of the East in Manilla.
In 1992 werd Hagedorn gekozen tot burgemeester van Puerto Princesa, de hoofdstad van de Filipijnse provincie Palawan. Hij was de eerste burgemeester die niet van Palawan afkomstig was. Hij werd in 1995 en 1998 herkozen en diende derhalve de maximale drie opeenvolgende termijnen tot 2001. Zijn opvolger Victorino Socrates moest na een jaar burgemeesterschap gedwongen aftreden na een zaak die aanhangig was gemaakt door de lokale barangayleiders. Het Hooggerechtshof van de Filipijnen bepaalde daarop in november 2002 dat Hagedorn de termijn van Socrates mocht afmaken. Hagedorn won ook de verkiezingen daarop in 2004, 2007 en 2010.
Voor zijn verkiezing tot burgemeester verdiende Hagedorn flink aan illegale houtkap en illegaal vissen in Palawan. Ook had hij een groot imperium rond het gokspel jueteng opgebouwd. Na zijn verkiezingen hield hij zich echter aan zijn belofte aan de bisschop van Palawan om te stoppen met de illegale gokactiviteiten en doekte zijn imperium op. Ook op het gebied van milieu maakte hij een ommezwaai. Milieubescherming en de bestrijding van jueteng werden speerpunten van zijn beleid. Van 1944 tot en met 1996 was Puerto Princesa de schoonste en groenste plaats van de Filipijnen en in 2005 werd hij door president Gloria Macapagal-Arroyo aangesteld als anti-jueteng czar, die moest toezien op de landelijke bestrijding van jueteng.
Bij de verkiezingen van 2013 deed Hagedorn als onafhankelijke kandidaat mee aan de verkiezingen voor de Filipijnse Senaat. Hij slaagde er niet in een van de twaalf beschikbare zetels te veroveren en eindigde op de 18e plek. Bij de verkiezingen van 2022 werd hij wel gekozen in het Filipijns Huis van Afgevaardigden namens het 3e kiesdistrict van Palawan.
Hagedorn overleed in 2023 in Adventist Hospital in Puerto Princesa op 76-jarige leeftijd aan de gevolgen van alvleesklierkanker. Hagedorn was getrouwd met Maria Elena Marcelo en kreeg met haar twee kinderen.